# Koorda
Koorda är en ort i Australien. Den ligger i kommunen Koorda och delstaten Western Australia, omkring 200 kilometer nordost om delstatshuvudstaden Perth.
Trakten runt Koorda är nära nog obefolkad, med mindre än två invånare per kvadratkilometer.. Koorda är det största samhället i trakten.
Trakten runt Koorda består till största delen av jordbruksmark. Genomsnittlig årsnederbörd är 389 millimeter. Den regnigaste månaden är september, med i genomsnitt 48 mm nederbörd, och den torraste är december, med 10 mm nederbörd.